# كميل محفوظ
كميل علي محفوظ (ولد في 28 أبريل 1992) هو لاعب كرة يد بحريني يلعب لصالح نادي النجمة البحريني ومنتخب البحرين لكرة اليد.
شارك في بطولة العالم لكرة اليد للرجال 2017 حيث ساهم في احتلال منتخب البحرين المركز الثالث والعشرون.